# Erzbistum Moncton
Das Erzbistum Moncton (lateinisch Archidioecesis Monctonensis, französisch Archidiocèse de Moncton, englisch Archdiocese of Moncton) ist eine in Kanada gelegene römisch-katholische Erzdiözese mit Sitz in Moncton.

## Geschichte
Das Erzbistum Moncton wurde am 22. Februar 1936 durch Papst Pius XI. aus Gebietsabtretungen der Bistümer Chatham und Saint John, New Brunswick errichtet.

## Erzbischöfe von Moncton
- 1936–1941 Louis-Joseph-Arthur Melanson
- 1942–1972 Norbert Robichaud
- 1972–1995 Donat Chiasson
- 1996–2002 Ernest Léger
- 2002–2012 André Richard CSC
- 2012–2023 Valéry Vienneau
- seit 2023 Guy Desrochers CSsR